# Komuna e Kutës
Komuna e Kutës är en kommun i Albanien.   Den ligger i prefekturen Qarku i Fierit, i den södra delen av landet, 100 km söder om huvudstaden Tirana.
Trakten runt Komuna e Kutës består till största delen av jordbruksmark.  Runt Komuna e Kutës är det ganska glesbefolkat, med 31 invånare per kvadratkilometer.